# Heinz Hruza
Heinz Hruza (* 12. Jänner 1930 in Wien) ist ein österreichischer Barpianist, Komponist und Arrangeur.

## Leben
Hruza war 1938–42 bei den Wiener Sängerknaben. 1942–45 an der Wiener MAkad. Seit 1945 Berufsmusiker (als Barpianist, beim Wiener Solistenorchester, bei den Schönbrunner Schrammeln), Auftritte in Rundfunk und Fernsehen. Das Heinz Hruza Trio etablierte sich im Besonderen im Genre Barmusik. Viele Jahre begleitete er den Conférencier Heinz Conrads am Klavier bei der TV-Sendung Was gibt es neues?.

## Kompositionen (Auswahl)
- Pizz
- Aramis
- I lass mir vom Wirt a Entschuldigung schreiben
- Am Sonntag in Grinzing,
- Du bist die eine die ich wirklich liebe
- Fuzzy’s Saloon.

### Tonträger (Auswahl)
- Heinz Hruza. Das Heinz Hruza Trio spielt Barmusik
- Blaue Stunden mit Greta Keller. München. Koch International 2002
- Heinz Hruza. Beliebte Barmusik. Folge 2.1980
- Heinz Hruza. Beliebte Barmusik. Folge 4.1985